# Finn Lemke

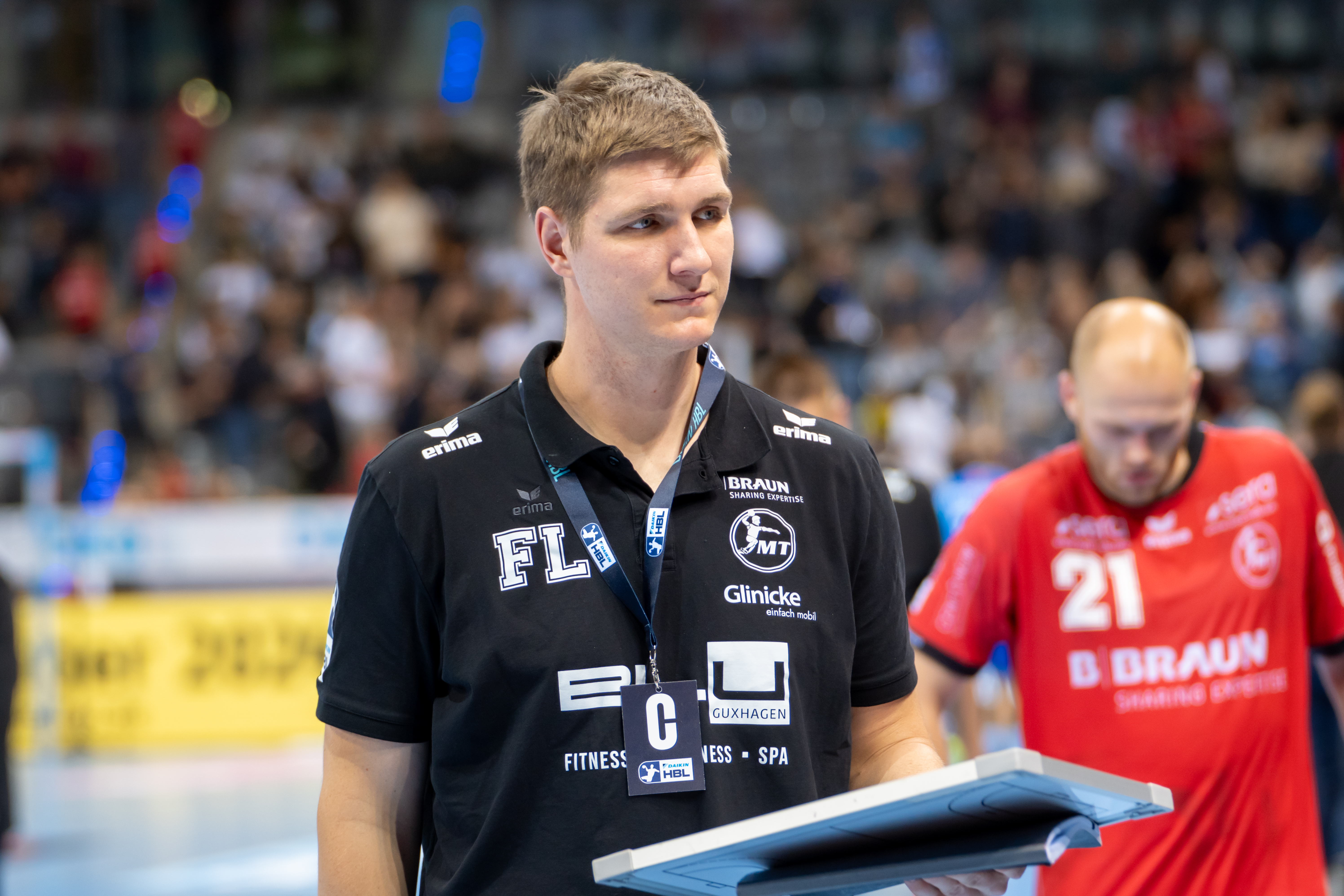
Finn Lemke, 2024.

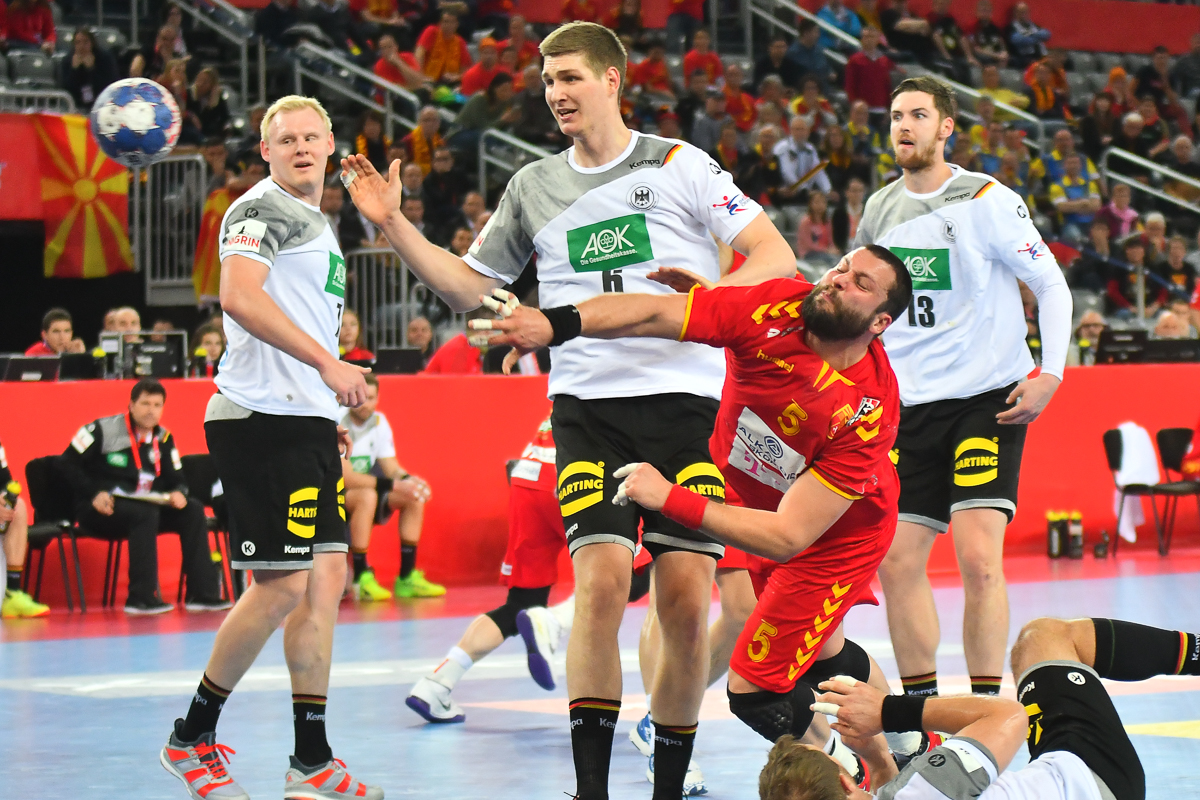
Finn Lemke (mitten), 2018.

Finn Lemke, född 30 april 1992 i Bremen, är en tysk tidigare handbollsspelare. Han är 2,10 meter lång, högerhänt och spelade som vänsternia. Han avslutade karriären 2023 på grund av skador.

## Klubbar
- HSG Schwanewede/Neuenkirchen (2010–2011)
- TBV Lemgo (2011–2015)
- SC Magdeburg (2015–2017)
- MT Melsungen (2017–2023)

## Meriter
- EM-guld 2016 i Polen
- OS-brons 2016 i Rio de Janeiro